# Looking for Paradise
«Looking for Paradise» (en català: «Buscant el paradís») és el primer senzill de l'àlbum Paraíso Express (2009), del cantautor espanyol Alejandro Sanz. El senzill va ser llançat oficialment en descàrrega digital i emissores de ràdio el dilluns 21 de setembre de 2009 als Estats Units, Hispanoamèrica i Espanya. La cançó posseeix la col·laboració de la cantautora de R&B contemporani estatunidenca Alicia Keys.

## Format i llista de cançons
Senzill digital Warner Bros. Records B0026B6E4W (WEA)
Llançament: 21 de setembre de 2009
| Descàrrega digital |                        |               |       |
| 1                  | "Looking for Paradise" | Album Version | 04:41 |

## Rendiment i recepció
A Xile, a causa de l'impacte en airplay radial, la cançó es va situar en el número u de la llista radial i en vendes digitals.
A Espanya, la cançó ràpidament va aconseguir la ubicació número u en la llista Top 100 general d'iTunes d'aquest país, per a poques setmanes després aconseguir el número 1 en la llista de senzills d'aquest país. A l'Argentina i a la llista de Billboard Hot Latin Songs, aconsegueix arribar al número 1.
El 21 de novembre de 2009, el senzill es converteix en número 1 dels 40 Principales simultàniament a Espanya, Mèxic, Guatemala, Costa Rica, Panamà, Colòmbia, l'Equador, Xile i l'Argentina. La primera vegada en la història de l'emissora que succeeix això.

## Posicionament
| Llistes (2009)                                | Màxima posició |
| --------------------------------------------- | -------------- |
| Argentina Top 100                             | 1              |
| Brasil Hot 100                                | 22             |
| Costa Rica Top 30                             | 1              |
| España Top 50                                 | 1              |
| Los 40 Principales España                     | 1              |
| Euro 200                                      | 80             |
| México Top 100                                | 1              |
| U.S. Billboard Bubbling Under Hot 100 Singles | 4              |
| U.S. Billboard Heatseekers Songs              | 8              |
| U.S. Billboard Hot Latin Songs                | 1              |
| U.S. Billboard Latin Pop Songs                | 1              |

### Llistes musicals de cap d'any
| Amèrica |                |   |      |
| Mèxic   | México Top 100 | 4 | 2009 |

## Historial de lançament
| País           | Data                   | Segell               | Format                    |
| -------------- | ---------------------- | -------------------- | ------------------------- |
| Xile           | 21 de setembre de 2009 | Warner Bros. Records | Descàrrega digital        |
| Xile           | 21 de setembre de 2009 | Warner Bros. Records | Ràdio                     |
| Espanya        | 21 de setembre de 2009 | Warner Bros. Records | Descàrrega digital, Ràdio |
| Llatinoamèrica | 21 de setembre de 2009 | Warner Bros. Records | Ràdio                     |
| Argentina      | 26 d'octubre de 2009   | Warner Bros. Records | Descàrrega digital        |